# Westlake & Mercer (Tranvía de Seattle)
Westlake & Mercer es una estación en sentido sur de la línea South Lake Union del Tranvía de Seattle. La estación es administrada por King County Metro. La estación se encuentra localizada en Westlake Avenue North & Mercer Street en el Centro de Seattle, Washington. La estación de Westlake & Mercer fue inaugurada el 12 de diciembre de 2007.

## Descripción
La estación Westlake & Mercer cuenta con 1 plataforma lateral.

## Conexiones
La estación es abastecida por las siguientes conexiones: 
- King County Metro